# 田祥
田祥，浙江杭州府萧山县进化镇欢潭村人，清朝政治人物、進士出身。
道光十八年（1838年），登戊戌科進士，官至湖南常德府知府。